# Barentin-Viadukt

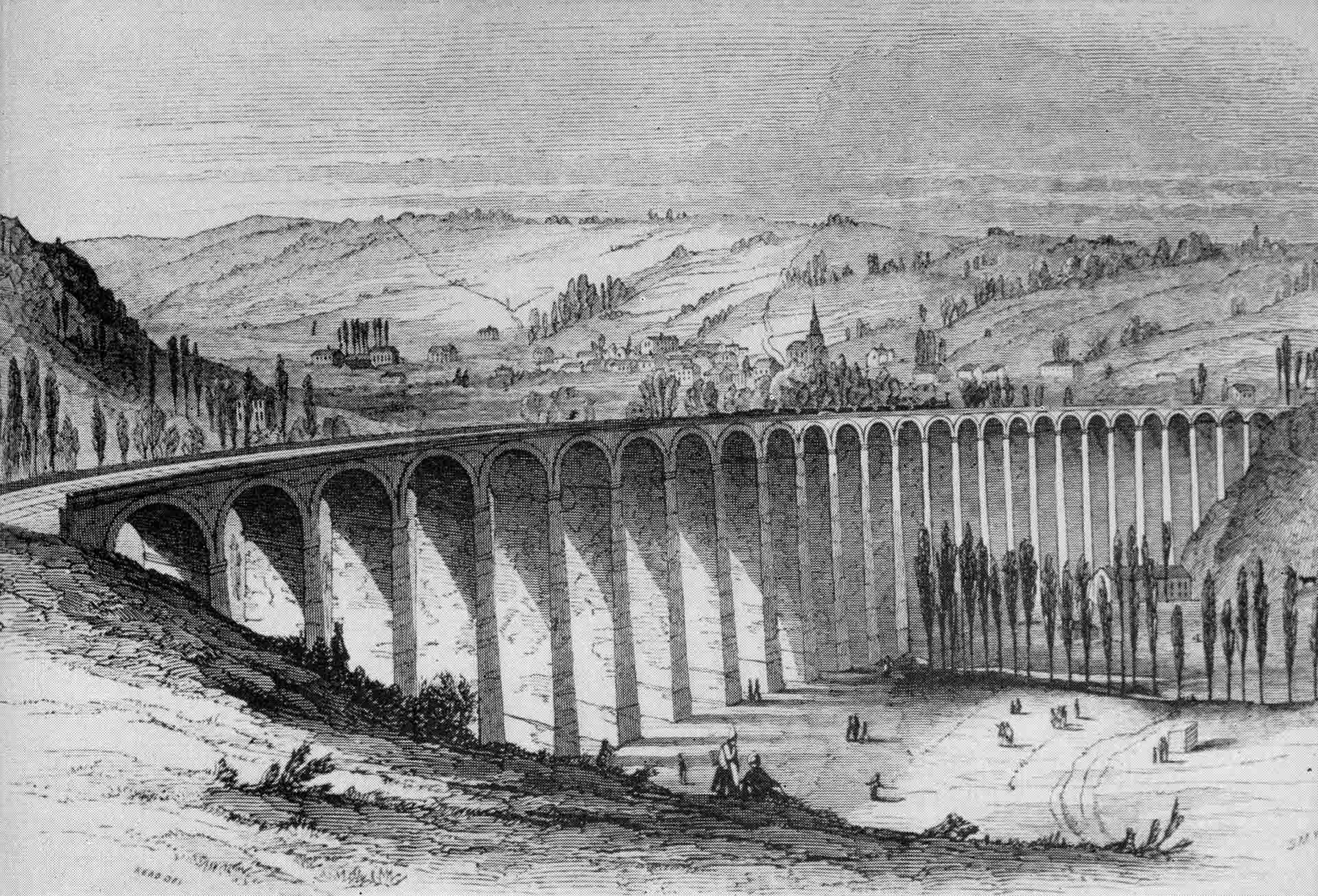
Zeitgenössische Darstellung

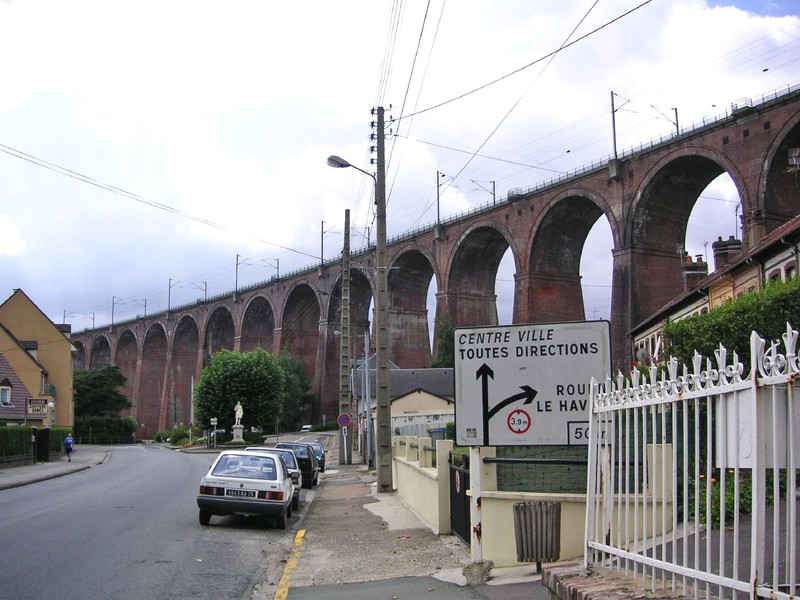
Barentin-Viadukt

Das Barentin-Viadukt (französisch Viaduc de Barentin) oder auch die Austreberthe-Brücke ist eine 476 Meter lange Eisenbahn-Bogenbrücke an der zweigleisigen Strecke Paris–Le Havre in Nordfrankreich bei der Stadt Barentin (Streckenkilometer 155). Sie wurde von Charles Laffitte et Cie in Auftrag gegeben und vom Konsortium William Mackenzie und Thomas Brassey 1847 in Ziegelbauweise fertiggestellt.
Konstrukteur war Joseph Locke und Baumeister Thomas Brassey, der auch für die Gesamtstrecke Le Havre–Rouen den Bauauftrag erhalten hatte. Die Brücke besteht aus 27 Bögen mit einer Spannweite von jeweils 15 Metern und ist bis maximal 33 Meter hoch. Die Strecke läuft hier parallel zur D 6015 (ehemals N 15) und überbrückt den 18 Kilometer langen Bach Austreberthe, die hier abzweigende ehemalige Bahnstrecke nach Caudebec-en-Caux sowie die D142/D143 nach Duclair. Der Kurvenradius beträgt 810 Meter.
Kurz nach Fertigstellung, aber noch vor Eröffnung der Strecke brach sie am 9. Januar 1846 bei einem starken Regen in sich zusammen. Als Ursache wird ein falsches Mörtel-Gemisch vermutet, bei dem der Kalkgehalt nicht gestimmt hatte. Der Baumeister ließ sie daraufhin auf eigene Kosten und unter seiner Überwachung wieder errichten.
Im Zweiten Weltkrieg wurde am 9. August 1944 bei einem alliierten Luftangriff ein Bogen zerstört. Am 25. August zerstörten Soldaten der Wehrmacht auf dem Rückzug acht weitere Bögen. 
Die Strecke konnte am 5. Oktober 1946 wiedereröffnet werden. 
Die Brücke wird bis heute genutzt.